# Regne de Redonda
El Regne de Redonda (en anglès: Kingdom of Redonda) és una nació fictícia o micronació creada al voltant de l'illa deshabitada de Redonda, una dependència d'Antigua i Barbuda.

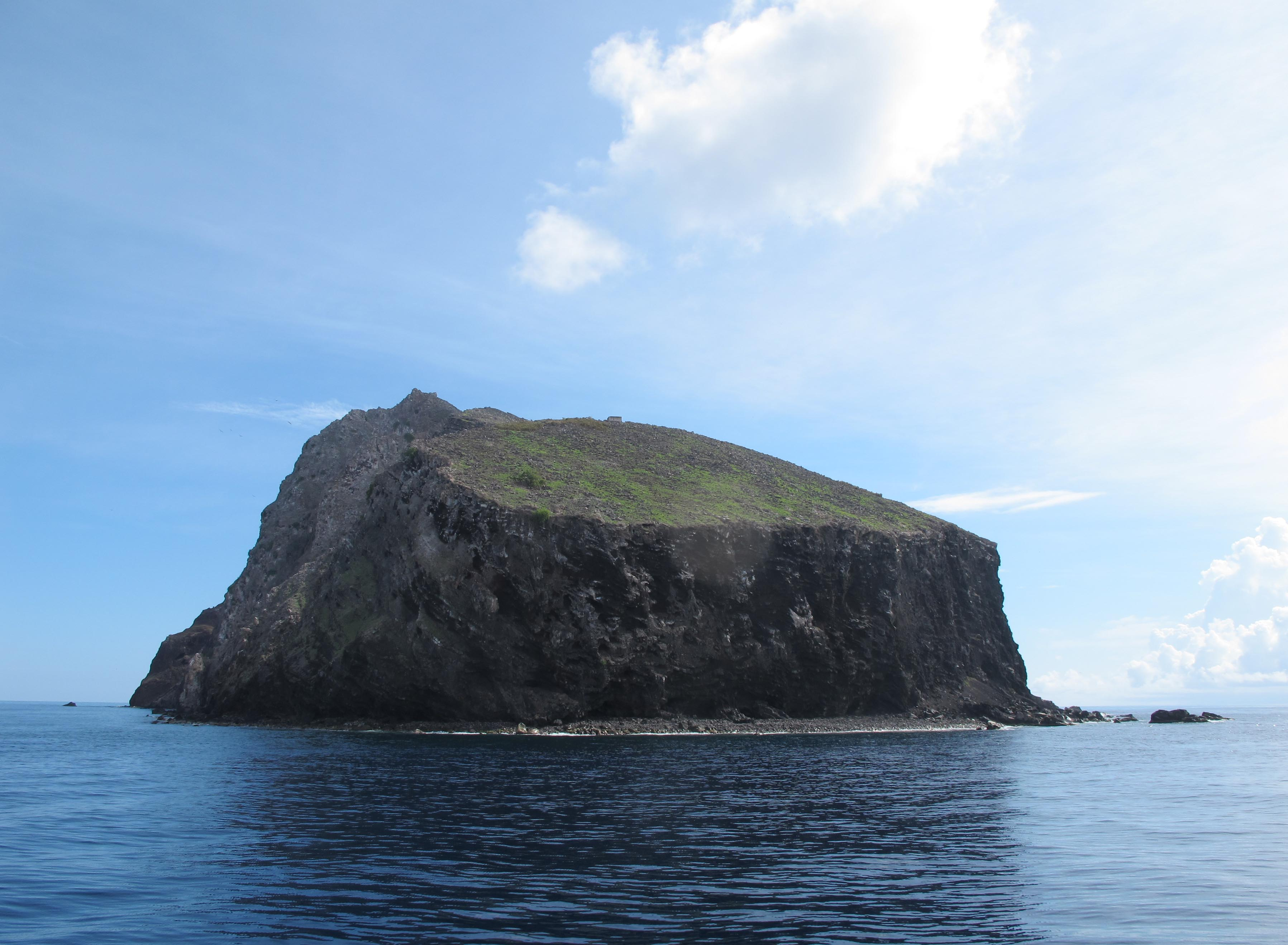
L'illa de Redonda vista des del sud-est en 2012

L'illa es troba entre les illes de Nevis i Montserrat, en l'arc interior de les Illes Leeward a les Índies Occidentals. L'illa està plena d'aus, però és gairebé inhabitable pels éssers humans perquè no hi ha fonts d'aigua dolça que no siguin la pluja, i la major part de l'illa és molt escarpada i rocosa. L'aterratge a l'illa és un procés molt difícil, possible només per la costa de sotavent en els dies que el mar està en calma.
La idea del regne sembla provenir del escriptor fantàstic britànic M. P. Shiel, qui va propagar la llegenda que el seu pare, Matthew Dowdy Shiell, un banquer de Montserrat, es va proclamar rei, per fer-lo hereu al tron.
El títol de rei de Redonda va passar per un temps d'escriptor a escriptor, encara que ara hi ha diversos contendents a ell. L'espanyol Javier Marías, que en 2002 va fundar l'editorial Reino de Redonda, ostenta el títol en termes literaris; no obstant això, altres tres persones reclamen el veritable títol del Regne.
L’onze de setembre de 2022, Javier Marías moria a Madrid, deixant el tron en joc. Aparentment, Xavier I va nomenar com a successor a l’escriptor colombià Juan Gabriel Vásquez, tot i que aquest candidat al tron matisaria que mai no es va produir una cerimònia oficial de nomenament.
L’agost de 2022 l’escriptor català Javier Diéguez va viatjar a Redonda i va deixar allà, en tribut a Javier Marías i als anteriors reis de Redonda, alguns llibres de Javier Marías, de M. P. Shiel i de Jon Wynne-Tyson. El llibre 'Redonda' de Javier Diéguez és una narració del seu viatge a l’illa, a més d’un homenatge pòstum al seu darrer rei conegut, en Javier Marías.
Aquest article afavoreix la versió literària, però inclou una secció on es presenten les controvèrsies.

## Història
El Regne de Redonda fou proclamat el juny de 1865 per un comerciant irlandès anomenat Matthew Dowdy Shiel, de l'illa Montserrat. Mentre celebrava el naixement del seu fill a la deserta illa de Redonda (llavors sense sobirania definida) junt a uns amics, la beguda va motivar l'autoproclamació de Matthew com a rei de l'illa. Matthew va abdicar el 21 de juliol de 1880 i el va succeir el seu fill Matthew Phipps, que fou coronat com a rei Felip I pel bisbe d'Antigua. El nou rei va marxar a Londres on va publicar algunes novel·les d'èxit (entre elles The Purple Cloud el 1901, de la que posteriorment se'n va fer una pel·lícula), i mai més va tornar al Carib.
Va morir el 1947 i el va succeir en el títol, per testament, el seu assessor literari, el poeta John Gawsworth (Joan I de Redonda) que va crear una aristocràcia intel·lectual, donant títols a nobles i artistes. Arruïnat, va oferir la venda del títol a la família reial sueca, però el govern britànic s'hi va oposar. Va intentar vendre'l a altres persones. El 1967 va decidir abdicar en favor del seu amic Artur John Robert (Joan II de Redonda) que va pagar una quantitat i va morir el 1970.
A la mort de Joan II el 1982 van sorgir nombrosos pretendents al títol, purament nominal. El professor d'història William Leonard Gates fou un dels més coneguts. Actualment hi ha uns nou pretendents, entre ells Bob Williamson (Robert I el Dolent) que reclama la successió com a hereu de Joan I (1970), que va reclamar la corona el 1997.
La primera bandera, blanca amb un cercle, fou creada per Joan I el 1949. La segona fou aprovada per Joan II el 1980. W. L. Gates va dissenyar també una bandera. Robert I el Dolent va establir una nova bandera el 1997.

## Llista de Reis
No discutits
- Matthew Dowdy Shiell, 1865–1880
- Matthew Phipps Shiell, 1880-1947 (King Felipe I)
- John Gawsworth, 1947-1967 or 1970 (King Juan I)

Discutits
- Arthur John Roberts, 1967-1989 (King Juan II)
- Jon Wynne-Tyson, 1970-1997 (King Juan II)
- Javier Marias, 1997-2022 (King Xavier I)

Altres 
- Cedric Boston
- Bob Williamson, 2000-2009 (King Bob the Bald)
- Michael Howorth 2009- (King Michael the Grey)

## Galeria de banderes

Redonda bandera de 1949
Redonda bandera de 1980
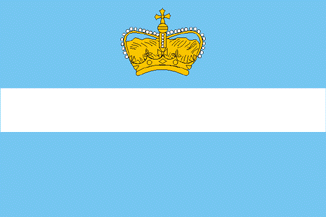
Redonda bandera vers 1990
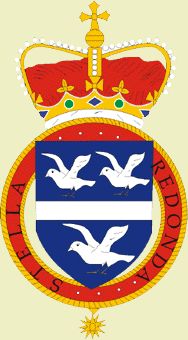
Redonda escut vers 1990
Redonda abans de 1997
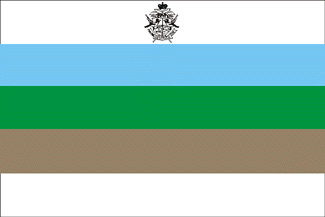
Redonda bandera de 1997
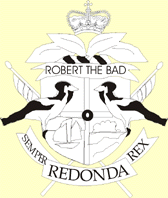
Redonda escut reial de 1997

## En la cultura popular
En 2007 el pub Wellington Arms pub a Southampton, Anglaterra, va intentar declarar-se ambaixada de Redonda, per tal d'obtenir la immunitat diplomàtica d'una prohibició de fumar a nivell nacional en llocs de treball tancats, inclosos bars. Aquest intent va fracassar quan el Ministeri d'Afers Exteriors i de la Commonwealth va assenyalar que el Govern del Regne Unit reconeix Redonda només com a territori depenent d'Antigua i Barbuda, i, en conseqüència, no té dret a establir una ambaixada al Regne Unit.